# Tiziano Pieri
Tiziano Pieri (Genova, 16 novembre 1971) è un ex arbitro di calcio italiano.

## Biografia
Iscritto alla sezione AIA di Genova, dal 2002 a quella di Lucca, ha esordito in Serie A il 16 settembre 2001 in Fiorentina-Atalanta terminata 3-1. Nel gennaio 2006 arriva la nomina ad arbitro internazionale, però, dopo pochi mesi viene coinvolto nell'inchiesta nota come Calciopoli. Sospeso per questa ragione in via cautelare dall'AIA, viene poi assolto nel corso del processo sportivo.
In seguito, però, all'avvenuta notifica della richiesta di rinvio a giudizio da parte della Procura di Napoli, che gli contestò il reato di associazione a delinquere finalizzata alla frode sportiva (inchiesta Calciopoli sotto il profilo penale), Pieri venne ancora una volta sospeso in via cautelare dall'AIA in attesa che si chiarisse meglio la sua posizione.
Le accuse formulate sostengono che Pieri sarebbe stato in contatto con Luciano Moggi attraverso dei cellulari forniti di schede telefoniche svizzere non intercettabili nel contenuto, e il processo si conclude in primo grado con la condanna a due anni e 4 mesi di reclusione, 22 000 euro di multa e l'interdizione per tre anni dall'accesso a luoghi dove si svolgono competizioni sportive o si accettano scommesse e l'interdizione dagli uffici direttivi di società sportive, ma la Corte d'Appello nella sentenza risalente al 5 dicembre 2012 lo assolve per non aver commesso il reato. Per questi stessi addebiti, nell'agosto 2008 era stato condannato dalla Commissione Disciplinare della FIGC ad un anno e sei mesi di inibizione.
Il 24 marzo 2015 in Cassazione viene dichiarato inammissibile il ricorso della Procura contro la sua assoluzione.
Dopo aver arbitrato 69 gare nella massima categoria (tra cui un Inter-Roma e lo spareggio promozione della serie B 2006 tra Mantova e Torino), nel luglio 2008 viene dismesso dai ruoli per normale avvicendamento (mentre dal 1º gennaio 2008 non figurava più tra gli arbitri internazionali italiani).
Nel settembre 2013 Pieri, ormai ex arbitro effettivo, dice basta col mondo arbitrale e rassegna le proprie dimissioni dall'Associazione Italiana Arbitri. Successivamente diventa moviolista per i programmi di Rai Sport. Da fine gennaio 2018, è anche opinionista per l'emittente radiofonica RMC Sport Network.
Suo padre, Claudio Pieri, era arbitro (137 gare in Serie A) e fino al 2006 designatore per la Serie C. Tiziano è sposato con Silvia, hanno due figli: Tommaso e Alessandra.